# 普舍尼奇內 (北頓涅茨克區)
49°4′43″N 38°20′54″E / 49.07861°N 38.34833°E

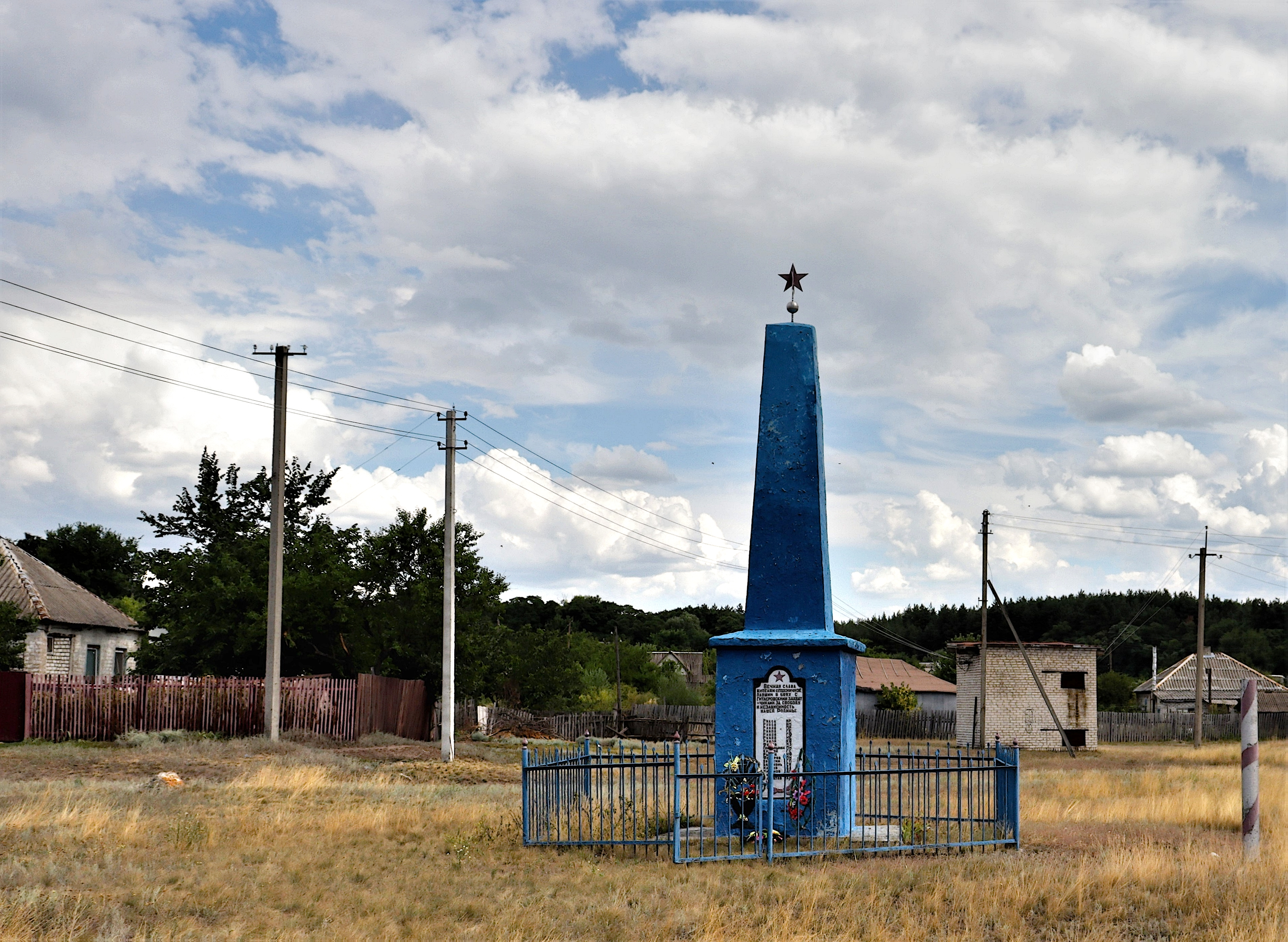
英雄纪念碑

普舍尼奇内（烏克蘭語：Пшеничне）是位於烏克蘭東部的村莊，由盧甘斯克州北頓涅茨克區的克雷明纳市镇負責管轄。該村始建於1960年，面積0.55平方公里，海拔高度109米，2001年人口69，人口密度每平方公里125.5人。